# کروز سانگریزر

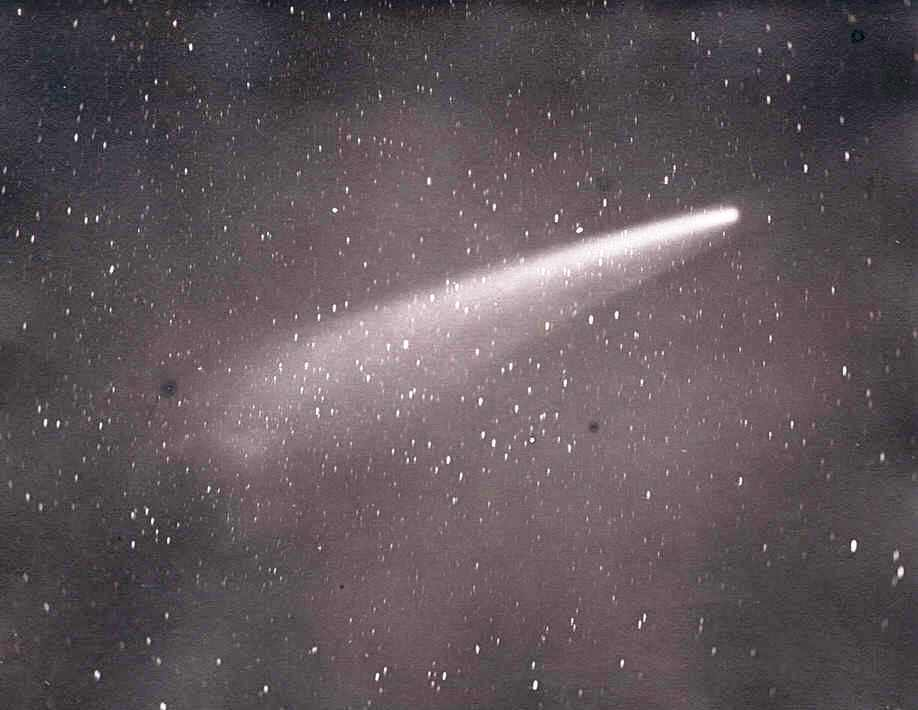
عکسی از یک دنباله‌دار بزرگ که در سال ۱۸۸۲ از آفریقای جنوبی دیده شد.

کروز (به انگلیسی: Kreutz Sungrazers) گروهی از دنباله‌دارهای خانواده مسیر خورشیدی‌ها (سانگریزرها) است. تصور می‌شود که این دنباله‌دار هاقطعاتی از یک دنباله‌دار بزرگ باشند که چند قرن پیش نابود شد. نام این گروه به افتخار نام کاشفش کروز هاینریش، کروز گذاشته شد.